# Lyssomanes vinocurae
Lyssomanes vinocurae är en spindelart som beskrevs av Galiano 1996. Lyssomanes vinocurae ingår i släktet Lyssomanes och familjen hoppspindlar. Inga underarter finns listade i Catalogue of Life.